# Patrick Juvet
Patrick Juvet (Montreux, 21 de agosto de 1950 - Barcelona, 1 de abril de 2021) fue un cantante y compositor suizo que tuvo una serie de discos de éxito en Francia. Si bien su carrera temprana se centró en la música pop, llegó al éxito internacional como intérprete de música disco en la última mitad de los años 1970.

## Biografía
Nacido en Montreux, Suiza, Juvet creció en la cercana La Tour-de-Peilz, con sus padres Robert y Janine, su hermano Daniel y su hermana Nancy. El padre de Juvet vendía radios y televisores, lo que provocó un interés temprano por la música para el joven Juvet. Juvet comenzó a estudiar piano a los 7 años; Más tarde desarrolló un interés en la música de The Beatles.
Juvet se mudó a París en 1968 a la edad de 18 años con poco dinero. Un amigo lo animó a convertirse en modelo en Alemania, y Juvet siguió esta carrera en Düsseldorf durante dos años. Regresó a París en 1970.
En Saint-Tropez conoció al productor de música francés Eddie Barclay, quien le permitió grabar un primer sencillo en 1971. Escribió el tema Le Lundi au soleil, cantado por Claude François.

Patrick Juvet en 1976.

Representó a Suiza en el Festival de la Canción de Eurovisión 1973 con el tema "Je vais me marier, Marie", obteniendo el duodécimo puesto. En 1977 colaboró con el compositor y músico francés Jean-Michel Jarre en el álbum en francés, Paris by Night, que contó con su hit "Où sont les femmes?". En 1978, trabajó con los productores de música disco Jacques Morali y Henri Belolo. Como resultado, Juvet pronto experimentó el éxito internacional con las canciones disco "Got a Feeling" y "I Love America".
El mencionado tema "Où sont les femmes?" fue grabado nuevamente en inglés bajo el título "Where Is My Woman?", y fue presentado en el debut en inglés de Juvet en Casablanca Records en los Estados Unidos. Victor Willis, cantante original de Village People, fue el letrista del proyecto. Participó en la banda sonora de la película de David Hamilton, Laura, les ombres de l'été.
Con el declive de la música disco a principios de la década de 1980, regresó a la escena musical francesa en 1982 con el álbum Rêves immoraux. Si bien este se vendía respetablemente, el álbum no pudo igualar el éxito comercial anterior. Siguió una época de decadencia financiera y personal, con Juvet sufriendo periodos de depresión y alcoholismo y trasladándose de la Europa continental a Londres, luego a Los Ángeles y finalmente, en la segunda mitad de los años ochenta, a Suiza.

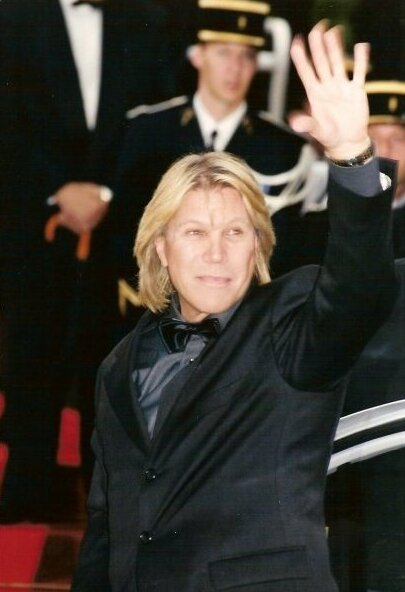
Patrick Juvet en el Festival de Cine de Cannes en 2001.

Juvet regresó a París en 1991 con el álbum Solitudes. El disco incluyó canciones más personales y emotivas como "Et si on recommençait?", y fue acompañado por intérpretes francófonos como Françoise Hardy, Luc Plamondon y Marc Lavoine.
En 2005, Juvet lanzó su autobiografía Les bleus au cœur: Souvenirs, en la que hablaba de su carrera y su bisexualidad. Falleció como consecuencia de una parada cardíaca el 1 de abril de 2021 en su apartamento de Barcelona, ciudad en la que residía intermitentemente desde 1998. Sus restos mortales fueron incinerados en Barcelona y trasladados a Suiza.

## Discografía[11]

### Álbumes
- La musica (1972)
- Love (1973)
- Olympia 73 (1973)
- Chrysalide (1974)
- Mort ou vif (1976)
- Paris by Night (1977)
- Got a feeling (1978)
- Lady night (1979)
- Laura ou les ombres de l'été (1979)
- Live Olympia 79 (1979)
- Still Alive (1980)
- Rêves immoraux (1982)
- Solitudes (1991)
- Best of Patrick Juvet (1994) (Barclay)
- L'essentiel (2006)

### Sencillos
- "Je vais me marier, Marie" (1973) (canción presentada en Eurovision 1973)
- "Toujours du cinema" (1973)
- "Rappelle-toi Minette" (1974)
- "Faut pas rêver" (1976)
- "Où sont les femmes?" (1977)
- "Megalomania" (1977)
- "Got a Feeling" (1978)
- "I Love America" (1978)
- "Lady Night" (1979)
- "Swiss Kiss" (1979)
- "Laura" (1979)